# Pseudobraunia californica
Pseudobraunia californica är en bladmossart som beskrevs av Brotherus 1905. Pseudobraunia californica ingår i släktet Pseudobraunia och familjen Hedwigiaceae. Inga underarter finns listade i Catalogue of Life.